# ويلفريد (مسلسل)
ويلفريد (بالإنجليزية: Wilfred) مُسلسل كوميدي أسترالي-أمريكي، عرض في 23 يونيو، 2011 حتى 13 أغسطس، 2014 وأستمر لأربعة مواسم من 49 حلقة. مبني على المُسلسل الأسترالي بنفس العنوان، بطولة إليجاه وود، ومُعد المسلسل جيسون جان الذي يؤدي دور الكلب.
عرض المسلسل على قناة إف إكس، وفي موسمه الرابع إنتقل إلى قناة إف إكس إكس في 25 يونيو، 2014.

## الحلقات

### نظرة عامة
| الموسم | الموسم | عدد الحلقات | تاريخ البثّ    | تاريخ البثّ     | تاريخ البثّ |
| الموسم | الموسم | عدد الحلقات | أول بثّ        | آخر بثّ         | القناة     |
| ------ | ------ | ----------- | ------------- | -------------- | ---------- |
|        | 1      | 13          | 23 يونيو 2011 | 8 سبتمبر 2011  | FX         |
|        | 2      | 13          | 21 يونيو 2012 | 20 سبتمبر 2012 | FX         |
|        | 3      | 13          | 20 يونيو 2013 | 5 سبتمبر 2013  | FX         |
|        | 4      | 10          | 25 يونيو 2014 | 13 أغسطس 2014  | FXX        |

## الممثلين والشخصيات

### شخصيات رئيسية
- إليجاه وود بدور رايان نيومان
- جيسون جان بدور ويلفريد
- فيونا غابلمان بدور جينا مويلر
- دوريان براون بدور كريستين نيومان

## النسخة الروسية
في عام 2013، باعت شركة رينيغايد فيلمس حقوق البرنامج لمنتجين روس، الذين بدورهم سنتجون نسخة روسية من المسلسل بعنوان تشارلي.

## وصلات خارجية
- ويلفريد على موقع IMDb (الإنجليزية)
- ويلفريد على موقع ميتاكريتيك (الإنجليزية)
- ويلفريد على موقع روتن توميتوز (الإنجليزية)
- ويلفريد على موقع كينوبويسك (الروسية)
- ويلفريد على موقع ألو سيني (الفرنسية)
- ويلفريد على موقع قاعدة بيانات الفيلم (الإنجليزية)